# Madonna in una chiesa gotica
Madonna in una chiesa gotica è un dipinto olio su tavola (32×14 cm) di Jan van Eyck, databile tra il 1425 e il 1430 e conservato nella Gemäldegalerie di Berlino. Forse in origine faceva parte di un dittico.

## Descrizione e stile
L'opera mostra una Madonna in piedi col Bambino in braccio, mentre si trova in una chiesa gotica inondata dalla luce diffusa dalle finestre. Maria è simbolo stesso della Chiesa universale, in qualità di Casa del Signore e Tempio di Cristo. Insolita è la prospettiva con il punto di fuga asimmetrico, che farebbe pensare a un pendant perduto. Si vede bene la navata sinistra della chiesa, la cui architettura è, come di consueto nelle opere del pittore, rimpicciolita rispetto alla dimensione delle figure. La struttura è molto complessa e ricca di elementi architettonici elaborati (pilastri a fascio, cuspidi, intagli, sculture), a differenza dell'arte italiana coeva che preferiva fondali più semplici ed essenziali.
Grande attenzione è posta all'individuazione dei dettagli e al diverso trattamento delle superfici. Le molteplici fonti di luce (non ultima quella genericamente dal davanti) colgono le sfumature e i riflessi delle varie superfici, perfezionandone la resa.
In fondo si intravedono alcuni elementi simbolici, come il Crocifisso e alcuni angeli, legati alla vicenda sacra e ai suoi sviluppi. Il dipinto possedeva una cornice perduta che celebrava il miracolo della nascita di Cristo e della verginità di Maria: a tale tema allude evocativamente anche la luce, che trapassa le vetrate senza scalfirle. Il fatto che si tratti di una luce soprannaturale è evidenziato anche dal fatto, sicuramente non casuale, che essa provenga da nord: tutte le chiese all'epoca erano infatti rivolte con l'altare a est, per cui il lato alle spalle di Maria è proprio il nord.